# Affaire des naturalisés tunisiens
L'affaire des naturalisés tunisiens est un mouvement de protestation contre les lois tunisiennes qui tendaient à faciliter l'accession à la nationalité française pendant le protectorat français. Il se manifeste lors de l'inhumation des Tunisiens musulmans naturalisés français, en leur interdisant l'accès aux cimetières musulmans. Ces émeutes relancent le mouvement national tunisien affaibli après les répressions de 1926-1928.

## Contexte

### Premières lois sur la naturalisation
Les premières lois permettant aux Tunisiens d'obtenir la nationalité française datent de 1887, six ans après l'instauration du protectorat. La loi du 29 juillet 1887 décrète alors : 
« Article 1er :

Peuvent, après l'âge de vingt-et-un accomplis, être admis à jouir des droits de citoyens français, le sujet tunisien qui aura servi trois ans dans les armées françaises de terre ou de mer, ou qui aura rempli des fonctions ou emplois civils rétribués par le Trésor français.
Article 2 :
Le délai de trois ans est réduit à une seule année en faveur des individus mentionnés en l'article précédent qui auraient rendu à la France des services exceptionnels.
Article 3 :
Pourront également être admis à jouir des droits de citoyen français les sujets tunisiens qui, sans avoir servi dans les armées ou rempli des fonctions ou emplois civils rétribués par le Trésor français, auront rendu à la France des services exceptionnels.
Article 4 :

La demande de naturalisation est présentée au contrôleur civil dans l'arrondissement duquel l'impétrant a fixé sa résidence. Le contrôleur civil procède d'office à une enquête sur les antécédents et la moralité du demandeur […] Dans chaque affaire, le résultat de l'enquête, avec la demande et les pièces à l'appui, sont envoyés au résident général, qui transmet le dossier, avec son avis motivé, au ministre des Affaires étrangères... »
Cette loi est abrogée sans modifications majeures par les décrets du 28 février 1899, du 2 octobre 1910, du 20 août 1914 et du 8 novembre 1921. La loi de 1910 étend seulement la possibilité de demander la naturalisation aux époux tunisiens de femmes françaises (avec enfants) et aux titulaires de diplômes supérieurs (donc acquis en France) à la condition d'avoir été refusés à l'engagement volontaire.
Il y a tout de même quelques réactions à la suite du décret de 1921, dont le but est de faciliter l'accès à la nationalité française aux étrangers nés en Tunisie. Certains journaux tunisiens critiquent cet « attentat à la nationalité tunisienne » et estiment qu'on peut très bien donner aux étrangers la nationalité tunisienne, au besoin en réformant les tribunaux tunisiens. Mais d'autres trouvent tout à fait normal que des étrangers chrétiens deviennent français plutôt que tunisiens.
La première opposition « officielle » émane de Naceur Bey le 8 avril 1922, lorsqu'il menace d'abdiquer si ses 18 revendications ne sont pas satisfaites. Le point 9 mentionne « l'abolition absolue du décret de naturalisation des Tunisiens, qu'ils aient servi ou non dans l'armée ». Mais le vieux monarque renonce vite à ses prétentions.
De toute façon, le nombre de naturalisations est alors négligeable, :
- 1891-1898 : 23 musulmans ;
- 1899-1910 : 101 musulmans ;
- 1911-1919 : 77 musulmans et 213 israélites ;
- 1920 : 22 adultes et 6 enfants, dont 2 israélites ;
- 1921 : 10 adultes et 9 enfants, dont 9 israélites ;
- 1922 : 33 adultes et 24 enfants, dont 29 israélites ;
- 1923 : 39 adultes et 25 enfants, dont 30 israélites.

### Loi du 20 décembre 1923
L'inquiétude du gouvernement français devant l'importance de la population italienne en Tunisie et la montée du fascisme en Italie l'incite à promulguer la loi du 20 décembre 1923 facilitant l'accès à la nationalité française pour les Tunisiens. Peuvent maintenant demander la naturalisation française, :
- les diplômés du baccalauréat, du collège Sadiki, de l'école professionnelle Émile-Loubet, des écoles normales ou du brevet supérieur d'arabe ;
- les anciens combattants de la Première Guerre mondiale ou ceux ayant un fils ou un père mort ou trois fils survivants ;
- les Tunisiens ayant travaillé dix ans dans l'administration ou dans une entreprise française ;
- les Tunisiens ayant au moins cinq enfants dans les écoles françaises ;
- les Tunisiens ayant « concouru à des œuvres françaises » en général.

L'un des premiers Tunisiens à s'opposer à cette loi est Tahar Haddad qui craint une désertion de ses compatriotes intéressés par les avantages matériels offerts par la naturalisation. Dès le 13 novembre 1923, il dénonce : « L'ouverture des portes aux naturalisations implique pour le moins qu'on puisse dire, que la France souhaite que les Tunisiens deviennent Français un jour. Ceci ne suffit-il pas à prouver que le gouvernement français désire supprimer la nation tunisienne et l'État qui la représente, État que la France s'est engagée par des conventions, à respecter et même à défendre ? »
Le Destour tente également de s'opposer à cette loi par une campagne de télégrammes. Leurs tentatives pour obtenir une condamnation des autorités religieuses restent vaine car la naturalisation est facultative. La signature du texte de loi par Habib Bey met fin à leur campagne, signe de l'affaiblissement du parti nationaliste.

### Naturalisations à la suite de la loi de 1923
Les principaux bénéficiaires de cette loi sont les israélites, ravis d'échapper aux tribunaux tunisiens dont les lois s'inspirent des textes musulmans. Dès les débuts du protectorat, ils sont nombreux à intégrer les écoles françaises. Ils n'ont donc aucun mal à remplir les conditions demandées. En 1924, ils sont 284 contre 62 musulmans à demander la naturalisation. Entre 1924 et 1930, le nombre de candidats s'élève à 5 300 israélites contre 1 150 musulmans. Les motivations de ces derniers sont plus prosaïques : la quasi-totalité de ces candidats sont des petits fonctionnaires attirés par le tiers colonial, cette « prime d'expatriation » de 33 % accordée aux Français. Ils sont très rapidement rejetés par leurs coreligionnaires. L'acquisition de la nationalité française entraîne de facto le rattachement au code civil français. Ils ne relèvent donc plus du tribunal religieux, le charaâ, qui régit le statut personnel des musulmans tunisiens. La polygamie, tout comme la répudiation leur sont maintenant interdites et ils ne peuvent se marier que devant un officier d'état civil français et non plus devant un notaire tunisien. Comme le relate la presse en 1927, « du côté des musulmans, il y a de la part de toutes les autorités tunisiennes une opposition systématique et le sectarisme religieux des masses est excité contre les naturalisés et les aspirants à la naturalisation, bien que leur liberté religieuse reste entière. Les brimades, les persécutions, les injures, tout est employé contre les naturalisés indigènes et ils ne trouvent pas toujours de la part de l'administration française la protection qui leur est due ». Ainsi, ils sont exclus des attributions de lots de colonisation sous prétexte que, nés dans le pays, ils n'ont pas besoin d'un lot de colonisation pour les retenir, contrairement aux naturalisés d'origine italienne ou maltaise.
Lucien Saint, le résident général de France à l'origine de cette loi, espère affaiblir le mouvement nationaliste en attirant ses éléments les mieux éduqués. Il ne réussit à s'attirer que les sarcasmes des colonialistes les plus racistes, qui ironisent sur ces nouveaux citoyens qui parlent à peine le français. Quand il quitte la Tunisie le 2 janvier 1929, il est loin de s'imaginer qu'il a laissé à son successeur une bombe à retardement qui permettra de relancer le mouvement national tunisien.

### Mouvement national en 1932
Les décrets « scélérats » promulgués par Lucien Saint en 1926 avaient incité les membres du Destour à la discrétion. La prospérité économique que connaît alors le pays ne les aide pas non plus à mobiliser les habitants. En attendant des jours meilleurs, on multiplie les cellules destouriennes dans l'arrière-pays et l'on crée de nombreux syndicats dans chaque corporation. Des sociétés littéraires, artistiques ou théâtrales parcourent le pays afin d'entretenir le sentiment national. La presse nationaliste en langue française et arabe se développe. Le 1er novembre 1932 paraît le premier numéro de L'Action tunisienne avec à sa direction Habib Bourguiba, Mahmoud El Materi, Bahri Guiga, M'hamed Bourguiba, Tahar Sfar et Ali Bouhageb.
Dans ce contexte, la crise économique mondiale atteint la Tunisie et le mécontentement grandit dans le pays. Ces jeunes nationalistes sentent qu'il suffirait d'une bonne cause pour relancer le mouvement nationaliste sur de nouvelles bases.

## Crise des naturalisés

### Congrès de Jérusalem (1931)
La nomination de Abdelaziz Thâalbi comme représentant de la Tunisie au Congrès de Jérusalem en 1931 attire l'attention des Tunisiens sur les conclusions de l'assemblée, parmi lesquelles « la lutte à outrance contre la naturalisation des musulmans dans les pays d'Islam administrés par la France ». La forte popularité du dirigeant destourien en exil fait alors ressurgir cette blessure toujours présente, d'autant que l'époque est au renouveau religieux comme le montre la motion de la section tunisienne du Grand Conseil en faveur des écoles coraniques et de l'Université Zitouna.

### Problème des inhumés

#### Inhumation de Bizerte
Le 31 décembre 1932, dès l'annonce du décès à Bizerte d'un musulman naturalisé français, Mohamed Chaabane, des individus se regroupent dans le cimetière musulman avec la ferme intention de s'opposer à l'inhumation du défunt. Le bruit se répand vite que le mufti de la ville, Idriss Cherif, a édicté une fatwa justifiant le refus de cette inhumation. Afin d'éviter une effusion de sang, sa veuve, française et catholique, accepte de le faire enterrer dans le cimetière européen. Le même jour, un spahi de Bizerte, également naturalisé français, doit faire intervenir les autorités locales pour faire inhumer l'un de ses jeunes enfants dans le cimetière musulman.
Tous ces actes sont célébrés comme une grande victoire par la presse nationaliste. L'Action tunisienne lance une campagne de presse qui provoque de violentes manifestations à Hammam Lif, Ferryville et Kairouan.

#### Fatwa de Tahar Ben Achour

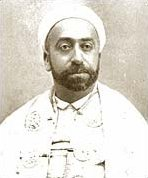
Portrait de Mohamed Tahar Ben Achour.

Pour lever toute équivoque, le résident général François Manceron demande son avis au Cheikh El Islam malikite Mohamed Tahar Ben Achour en avril 1933. La fatwa du tribunal du Charaâ est très ambigüe ; elle maintient le statut d'apostat du naturalisé mais ajoute que si ce dernier se repent, même verbalement, et cela avant sa mort, l'inhumation en terre musulmane lui sera accordée. Mais, ayant appris la manœuvre, les destouriens manifestent pour dénoncer la connivence entre les autorités françaises et religieuses. Manceron informe alors le ministre des Affaires étrangères Joseph Paul-Boncour de son échec : 
« Nous avions toutes raisons de croire que la réponse du Charaâ serait affirmative et qu'elle serait donc de nature à régler cette question délicate, mais des indiscrétions de certains magistrats religieux ont provoqué l'agitation que je vous signale. Il est à craindre que, même si la consultation juridique est favorable, nous ne puissions nous en servir utilement, car la presse destourienne prétend que nous avons fait pression sur le charaa et qu'une telle opinion non librement émise ne peut avoir de valeur. »
Le résident général ne se trompe pas : dès la nouvelle de la fatwa confirmée, les étudiants de la Zitouna se mettent en grève en demandant la révocation de son auteur. Ils parviennent à leurs fins le 30 septembre 1933.

#### Recrudescence des manifestations
Au moment où le bruit se répand qu'une fatwa favorable à la résidence est en préparation, on apprend qu'à la Chambre des députés à Paris, le député de Constantine Émile Morinaud est intervenu le 6 avril pour demander au ministre des Affaires étrangères d'accélérer la politique de naturalisations. Il n'en faut pas plus pour accréditer l'hypothèse d'un plan concerté entre Tunis, Alger et Paris pour s'attaquer à la nationalité tunisienne et à la religion musulmane.
Les 15 et 16 avril 1933, le quartier d'Halfaouine est en effervescence à la suite de l'annonce du décès d'un naturalisé français, Moussa Ben Saïd. La police et la gendarmerie sont débordées et doivent être remplacées par les tirailleurs sénégalais qui occupent les quartiers soulevés. Le calme ne revient que lorsqu'on apprend que Moussa Ben Saïd est bien vivant.
Le 21 avril, le grand vizir Hédi Lakhoua fait publier une proclamation par laquelle Ahmed II Bey, se posant en défenseur de la religion musulmane, invite ses sujets au calme, prend la défense du Charaâ et met en garde les fauteurs de troubles contre les conséquences néfastes de leurs actes, mais son appel reste sans effet. Pour éviter des émeutes, on inhume les naturalisés dans les cimetières européens comme à Kairouan, La Manouba, Le Kef et Souk El Arba.
Le 1er mai, c'est à nouveau la population de Tunis qui se mobilise pour empêcher l'inhumation de Mme Kebaïli dont le mari est le président de la Ligue des musulmans de France. Le résident général cède quelques jours plus tard, en décrétant que les musulmans français seront inhumés dans des cimetières spécifiques.
Le 7 août, le sang coule à Monastir. Malgré l'ordre de la résidence de ne plus enterrer des naturalisés français dans les cimetières musulmans, le contrôleur civil de Sousse, André Graignic, fait intervenir la troupe pour permettre l'inhumation de l'enfant d'un fonctionnaire naturalisé français, Abdesselem Essayadi. Reçus à coups de pierres par la foule, les soldats tirent, faisant de nombreux blessés et un mort, Chaabane El Bhouti dit Kherfoucha, dont le tombeau devient un lieu de pèlerinage. Graignic et le caïd de Monastir sont mutés,.

#### Diffusion d'une fatwa anonyme le 4 mai

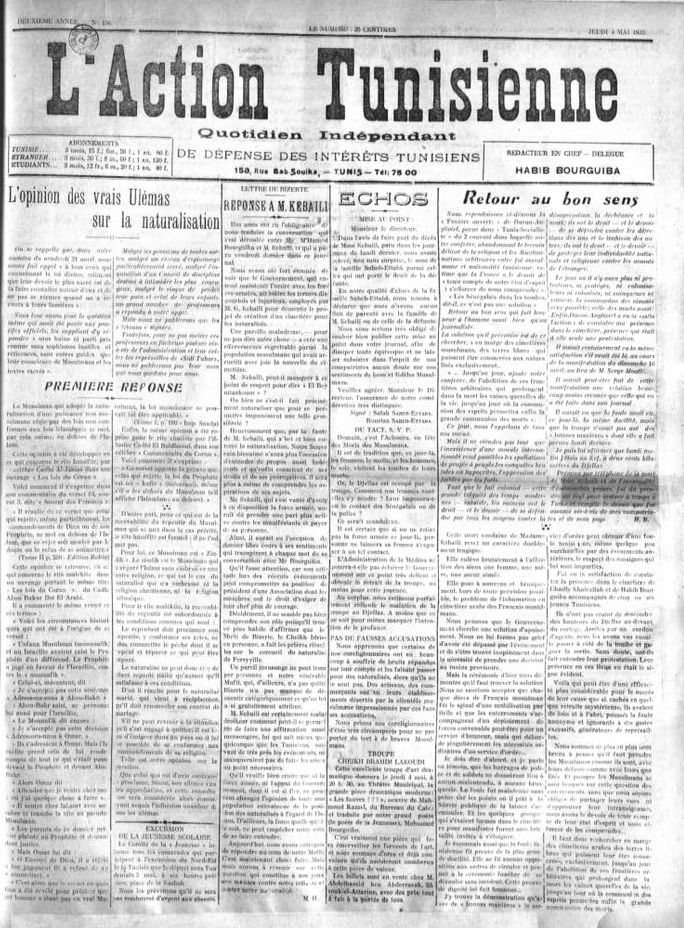
Une de L'Action tunisienne du 4 mai 1933.

Pour marquer son désaccord avec Tahar Ben Achour, Mohamed Béchir Ennaifer (1889-1974), imam à la mosquée Zitouna, rédige une fatwa justifiant qu'un musulman demandant la naturalisation soit considéré comme ayant abjuré sa foi. La fatwa précise également les conditions de repentir que doit remplir le naturalisé pour être inhumé en cimetière musulman. Cette fatwa est contresignée par son frère Ibrahim Ennaifer. Afin d'éviter les représailles contre les rédacteurs du texte, celui-ci est recopié et signé par Mohamed Salah Ennaifer (1902-1993) qui se charge de le transmettre au journal L'Action tunisienne.

La fatwa (texte complet) paraît anonymement dans le numéro du 4 mai : 
« Le Musulman qui adopte la naturalisation d'une puissance non musulmane régie par des lois non conformes aux lois islamiques se met, par cela même, en dehors de l'Islam […]

Pour ce qui est de la recevabilité du repentir du Musulman qui se met dans le cas précité, le rite hanéfite est formel : il ne l'admet pas […]
Pour le rite malékite, la recevabilité du repentir est subordonnée à des conditions connues qui sont :
Le repentant doit proclamer son repentir, y conformer ses actes, ne plus commettre le péché dont il se repent et réparer ce qui peut être réparé.
Le naturalisé ne peut donc être déclaré repenti (tâib) qu'autant qu'il satisfasse à ces conditions.

D'où il résulte pour le naturalisé marié, qui vient à résipiscence, qu'il doit renouveler son contrat de mariage. S'il ne peut revenir à la situation qu'il s'est engagé à quitter, il est tenu d'émigrer dans un pays où il lui est possible de se conformer aux commandements de sa religion. »
L'absence de signature est justifiée par la rédaction du journal : « Pour ne pas mettre ces professeurs en fâcheuse posture vis-à-vis de l'administration et leur éviter les représailles de « Sidi Tahar », nous ne publierons pas leurs noms que nous garderons pour nous ». Toutefois, Mohamed Salah Ennaifer est suspendu de ses fonctions au milieu du mois de mai.

## Conséquences

### Création de cimetières spéciaux
Un décret daté du 6 mai 1933 préconise la création de cimetières spéciaux pour les naturalisés. Les contrôleurs civils sont invités à créer ces enclaves dans les communes où l'état d'esprit de la population les rend nécessaires. Ces cimetières spéciaux seront renommés par les gens du peuple « cimetières des charognes ». C'est un déchirement pour ces musulmans qui ne peuvent se faire inhumer près de leurs proches. Ils sont au moins 70 à demander le retour à la nationalité tunisienne dans des lettres parfois poignantes adressées au résident général et le suppliant « d'effacer la nationalité française » et de leur « rendre la nationalité tunisienne pour pouvoir être enterré avec leurs morts pour sauver une famille de la honte et du désespoir ». L'un d'eux, gardien de la paix retraité à Kairouan, écrit : 
« PITIE, PITIE, PITIE Monsieur le Ministre pour ce malheureux qui durant toute sa vie n'avait été que triste et peine [sic]

PITIE, PITIE, PITIE Monsieur le Ministre pour celui qui est considéré comme un ennemi par ses propres descendants. Et ce vieux cœur loyal demeurera toujours sympathique pour la France qui sera son unique amour […] Votre serviteur dévoué qui vous supplie en vous criant PITIE, PITIE, PITIE. »
Les socialistes tunisiens qui relaient ces demandes à Paris se voient répondre par le gouvernement que « la nationalité française ne peut se perdre que si le gouvernement français estime devoir déchoir celui qui l'a librement sollicitée ».

### Regain du mouvement nationaliste
Le succès des appels à la mobilisation populaire galvanise les militants qui réclament la convocation d'un congrès extraordinaire du Destour. Celui-ci se tient les 12 et 13 mai à Tunis à la rue de la Montagne. Auréolés de la victoire de leur campagne de presse, tout le groupe de l'Action tunisienne est élu à l'unanimité à la commission exécutive du Destour.
Mais la lune de miel ne dure pas : le 4 septembre, à la suite de la fusillade au cimetière de Monastir, Habib Bourguiba, mène une délégation de Monastiriens pour protester auprès du bey. Les membres de la commission exécutive lui reprochent alors d'avoir pris cette initiative sans les en avoir informés. Ulcéré, Bourguiba donne sa démission le 9 septembre. C'est le début du divorce qui aboutit à la création du Néo-Destour le 2 mars 1934.

### Chute du nombre des naturalisations
Les conséquences de ce conflit sur le nombre de naturalisations sont immédiates : alors que 1 037 musulmans tunisiens avaient demandé la nationalité française entre 1911 et 1930, ils ne sont plus que douze à faire la même démarche dans les cinq années suivantes. Les décennies suivantes confirment le succès de l'offensive contre les naturalisations (quatre en 1936-1940, cinq en 1941-1945 et 18 en 1946-1950).

La Ligue des musulmans français de Tunisie en tire les conséquences. Lors de son assemblée générale du 27 décembre 1936, elle vote à l'unanimité une motion réclamant la réintégration pure et simple dans la nationalité tunisienne de tous les Tunisiens naturalisés. Deux lettres ouvertes adressées, l'une au bey, l'autre au président de la République française Albert Lebrun sont écrites à ce sujet et publiées dans la presse tunisienne. Habib Bourguiba s'en réjouit dans un article paru le 2 janvier 1937 : 
« L'institution de cimetières spéciaux ne pouvait pas être une solution. Des difficultés insurmontables allaient se poser au gouvernement au sujet des naturalisés à propos de tous les actes de la vie civile : mariage, succession, dévolution en matière de habous, etc. Des incidents étaient à craindre.

La seule solution normale, logique, naturelle et définitive, était la réintégration pure et simple des naturalisés dans leur nationalité d'origine. Mais la France ne pouvait leur imposer cette solution. Ce sont les naturalisés eux-mêmes qui, aujourd'hui la demandent.
La France n'a aucun intérêt à imposer sa nationalité à des hommes qui n'en veulent plus, pour des mobiles religieux parfaitement respectables. Nous voulons croire qu'elle saisira l'occasion qui s'offre à elle d'en finir, une fois pour toutes, avec cette question qui menace à chaque instant de rebondir, à un moment où le pays a besoin de calme et de paix intérieure pour retrouver sa santé et son équilibre.

Et une fois le problème résolu selon le vœu des naturalisés, une fois acquise leur réintégration dans la nationalité tunisienne et dans la religion musulmane, nous sommes persuadés que le peuple tunisien ne tiendra pas rigueur à ceux de ses enfants qui, un instant égarés, ont eu le courage de reconnaître publiquement leur erreur et ont manifesté d'une façon non équivoque leur attachement inaltérable à la foi de leurs ancêtres. »
Comme le craignait le leader nationaliste, le problème resurgit quelques mois plus tard lorsqu'on apprend que plusieurs naturalisés ont été enterrés clandestinement dans des cimetières musulmans. Pour y mettre fin, une délégation de soixante personnes se rend le 8 mai au secrétariat général du gouvernement pour protester contre l'inhumation le matin même d'un naturalisé du nom de Mathari au cimetière du Djellaz. Devant l'absence de réaction des autorités, une foule immense se donne rendez-vous le lendemain devant la tombe pour procéder à son exhumation. Devant la détermination des présents, la police cède et ordonne le transfert du cadavre dans la partie réservée aux naturalisés, ce qui est fait dans la soirée.

## Héritage
Habib Bourguiba tire très vite les leçons de cette campagne : ce succès obtenu par des soulèvements populaires violents montre l'échec des méthodes favorites des destouriens, faites de pétitions et d'envois de télégrammes. Seule la violence de groupes déterminés peut amener la résidence générale à reculer et à négocier des solutions politiques ; ce sera sa ligne de conduite jusqu'en 1956.

### Procès de Bourguiba en 1938
Lors de l'instruction de son procès en 1938, Bourguiba détaille son opinion sur les naturalisés :

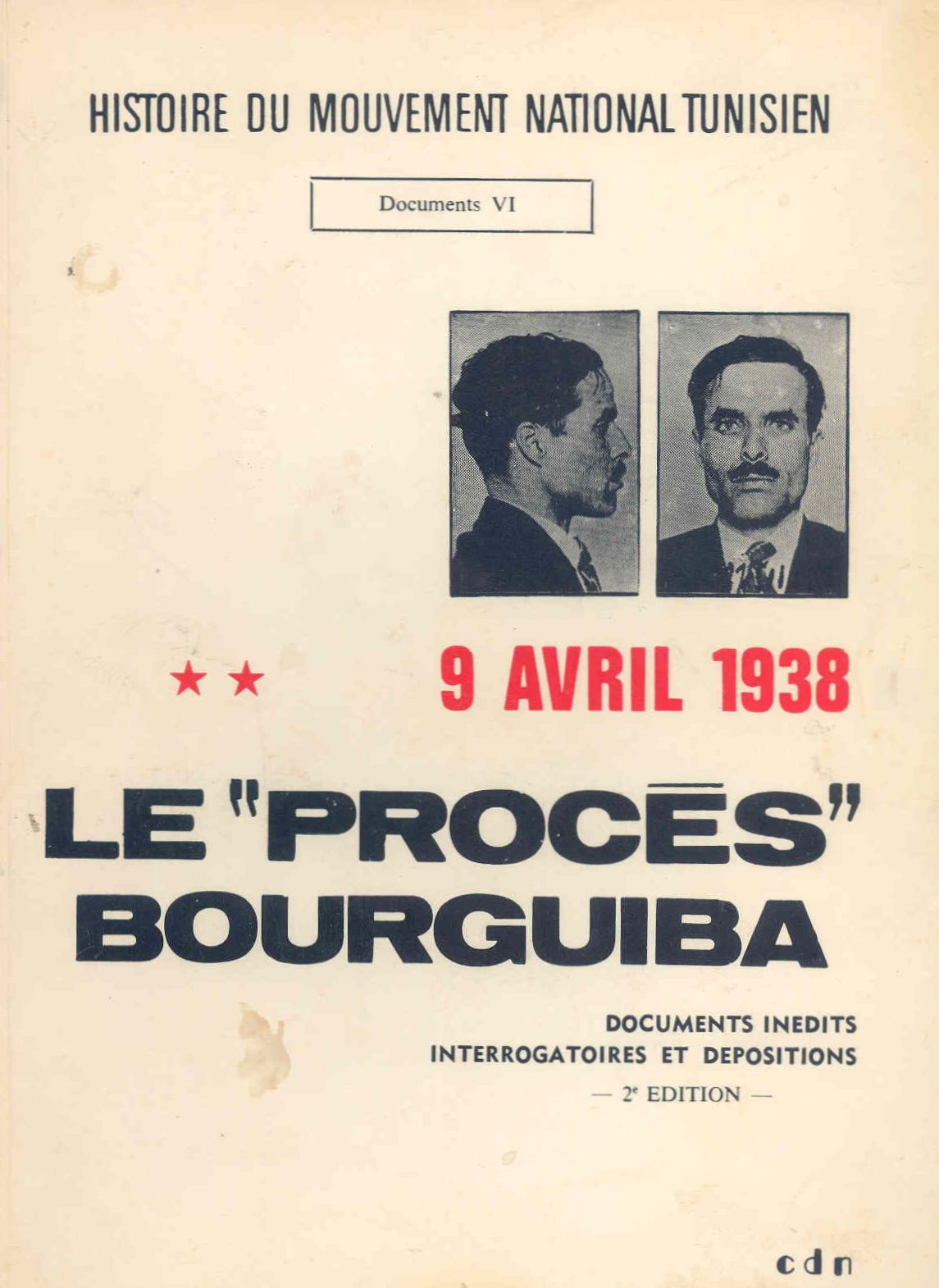
Couverture du livre Le procès Bourguiba publié en 1970.

- « J'estime que rapprochement et assimilation ne sont pas la même chose. D'après le Coran, un naturalisé cesse d'être musulman. Je reconnais qu'il y avait eu auparavant des naturalisations de Tunisiens qui n'avaient donné lieu à aucune remarque. Mais nous n'avons pas admis qu'on en fasse une politique de gouvernement en se couvrant d'une consultation religieuse »[37].
- « J'ai dans la famille une cousine maternelle qui est naturalisée ainsi que son mari et ses enfants. Les relations entre elle et nous ont toujours été très cordiales, ce qui prouve que nous n'avons aucune haine contre les naturalisés, mais à un certain moment, début de janvier 1933, le mufti de Bizerte a donné une consultation s'opposant à l'inhumation d'un naturalisé français dans un cimetière musulman. Il s'est probablement basé sur les textes du Coran »[38].
- « La fatwa de Tahar Ben Achour n'a jamais existé car jusqu'à l'heure actuelle, elle n'a jamais été publiée. Notre campagne n'aurait pu avoir lieu si les autorités religieuses s'étaient prononcées contre la fatwa de Bizerte. À ma connaissance, il n'y a pas eu d'autres fatwas tant en Tunisie qu'en Algérie ou au Maroc, en faveur de la naturalisation »[39].

### Conférence de Bourguiba en 1959
Ce discours tenu à l'occasion de l'inauguration de l'Assemblée nationale à Tunis, le 30 novembre 1959, est l'occasion pour le président de la République tunisienne d'exprimer son opinion sur les liens qui doivent exister entre autorités politique et religieuse : 
« Aujourd'hui encore bon nombre d'esprits qui se croient libres demeurent néanmoins tournés vers ce qui se passait il y a 13 siècles. Pourtant, il y a beaucoup de données nouvelles qui n'existaient pas à l'époque et que le Prophète ne pouvait connaître. On se méfie de l'intelligence. La pensée qui progresse devient quelque peu suspecte. On s'en détourne comme d'un ennemi, de crainte de subir on ne sait quelles tentations maléfiques. Il m'est arrivé, à maintes reprises et alors que des problèmes vitaux se trouvaient posés, de noter pareilles réactions chez un certain nombre de docteurs de la loi.

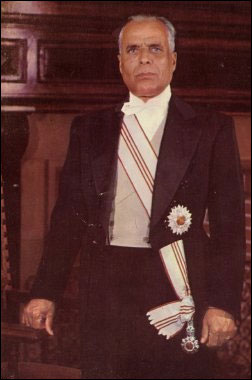
Portrait de Habib Bourguiba en 1960.

C'est le signe d'une incontestable faiblesse.
La religion était le moyen d'éclairer les consciences et de briser les chaînes. C'est d'ailleurs ce qui explique l'étendue de son rayonnement, la puissance et la gloire de l'empire des premiers temps de l'Islam.
Je vais citer un exemple très simple […]
Les faits remontent à une période où nous étions très engagés dans une lutte à mort contre l'impérialisme français. Son dessein était d'effacer la personnalité de ce peuple et de le dissoudre par la francisation. Il disposait pour cela d'une gamme de moyens qui allait de la menace à la séduction. Nous nous efforcions de notre côté d'entraîner le peuple sur le terrain de la lutte pour l'honneur et la dignité. Nous avions, nous aussi, nos moyens qui faisaient succéder la pression à la séduction. Mais ils étaient dans le second ordre, insignifiants. Pour faire pression, nous pouvions, le cas échéant, jeter des exclusives.
En un moment aussi crucial et compte tenu de la faiblesse de nos moyens d'action, la religion musulmane constituait le barrage le plus sûr dressé devant la francisation. La crainte de s'exclure de la communauté musulmane faisait hésiter les Tunisiens, malgré la tentation des privilèges qui s'attachaient à la citoyenneté française. La France s'est alors avisée qu'elle aurait le plus grand intérêt à lever cet écueil en laissant accréditer dans l'opinion tunisienne qu'il n'y avait aucune incompatibilité entre la confession musulmane et le statut de citoyen français. L'attrait de ce cumul serait irrésistible, puisqu'il permettrait aux intéressés de gagner sur les deux tableaux : celui des indemnités et du tiers colonial acquis dans l'immédiat et celui, plus éloigné, des félicités de l'autre monde… au Paradis.
La manœuvre était extrêmement dangereuse. Quand j'y pense, encore aujourd'hui, je ne suis pas loin de croire que nous avons remporté là une victoire décisive.
Consultés, les docteurs de la religion ont interrogé les sources traditionnelles de jurisprudence sans trouver naturellement de références pour prononcer l'incompatibilité des deux statuts confessionnel et politique. On avait beau faire valoir la gravité d'une telle prise de position, les conséquences incalculables qui en résulteraient pour le pays, c'était peine perdue. On prétendait ne pas pouvoir aller au-delà de ce que la religion musulmane elle-même prévoyait pour sa défense.
Voilà un exemple concret. On en était là parce que les jurisconsultes attitrés se refusaient à tout effort d'analyse personnelle et de pensée libre.
Nous étions en présence d'un colonialisme français décidé à entraîner les Tunisiens vers la francisation et disposant du pouvoir de séduction qu'exercent les avantages matériels. Seule, la religion continue de retenir encore beaucoup de gens au bord de la tentation. Qu'arriverait-il si cet ultime barrage venait à céder ?

Nos arguments tombaient dans le vide. Nos docteurs s'enfermaient désespérément dans un dogme figé hors de l'espace et hors du temps. Nous avons été obligés de nous substituer à eux pour excommunier les naturalisés et leur refuser la sépulture dans nos cimetières. C'est ainsi que nous avons pu gagner la bataille. »

### Conférence de Bourguiba en 1973

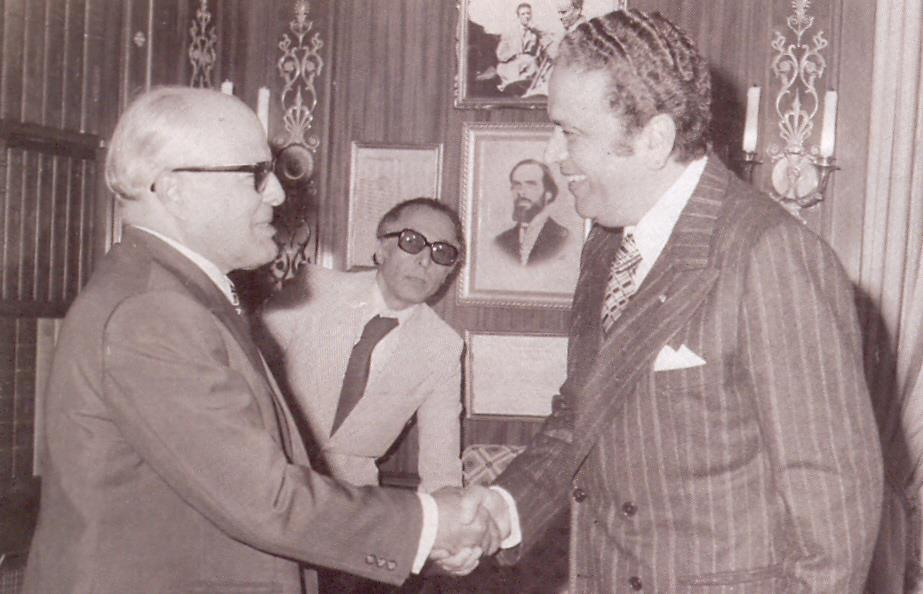
Habib Bourguiba saluant l'ambassadeur Hédi Mabrouk en 1973.

Habib Bourguiba revient sur cette affaire lors de l'une de ses conférences en 1973, lors de laquelle il raconte sa version de l'histoire du mouvement national : 
« C'est en 1923 que le décret sur les naturalisations avait été promulgué. Il offrait aux Tunisiens la possibilité de se faire naturaliser et leur accordait le privilège de bénéficier, en conséquence, du tiers colonial, c'est-à-dire d'une indemnité égale au tiers du montant de leurs émoluments.

Parmi les mesures nouvelles préconisées, il a été envisagé d'inviter le Cheikh El Islam, le bach-mufti et autres jurisconsultes musulmans à formuler une « fétoua » énonçant que dans la mesure où il continuerait à remplir ses obligations religieuses, le musulman naturalisé français resterait dans le giron de l'Islam. Cette initiative était destinée à vaincre les dernières hésitations de ceux qui appréhendaient d'être mis au ban de la famille musulmane.
Nous avons alors entrepris une vaste campagne pour combattre cette thèse dont la moindre conséquence était de conduire inéluctablement à la francisation de tout le peuple tunisien. Invoquant un verset du Coran, nous avons développé l'argument suivant lequel, en cessant d'être justiciable du tribunal du Charaâ, le naturalisé français perdait ipso-facto ses attributs de musulman.
Sur ces entrefaites, intervint la « fatoua » du mufti de Bizerte le cheikh Idriss, interdisant l'inhumation des naturalisés français dans les cimetières musulmans. L'occasion était d'or, et je l'ai saisie, pour battre le rappel contre la politique de la naturalisation. Il est à signaler que l'auteur de cette fameuse « fatoua », convoqué au ministère de la Justice pour s'expliquer, a fait savoir que sa consultation juridique avait seulement un caractère individuel et ne concernait qu'un cas particulier, celui d'un ivrogne qui était un mauvais sujet. Mais cette reculade ne pouvait rien réparer. Je m'en tenais uniquement à l'anathème jeté sur les naturalisés français et à l'interdiction de les enterrer dans les cimetières musulmans. Je menais donc campagne dans ce sens. Il n'était plus question pour moi de laisser admettre l'inhumation dans un cimetière musulman, d'un naturalisé français.
Je me souviens qu'un jour, étant au Kef et devant plaider une affaire devant le tribunal, j'ai repris précipitamment le chemin de Tunis pour conduire une manifestation contre l'inhumation d'un naturalisé français dans un cimetière de la capitale.
Le peuple était très sensibilisé sur la question. J'en ai profité pour le mobiliser. Des accrochages sanglants se produisirent à la suite de l'intervention des forces de l'ordre, pour imposer l'inhumation dans le cimetière musulman des naturalisés français. Mais l'événement faisait scandale et il agissait d'une façon salutaire sur l'état d'esprit de la population. Cela suffisait à mes yeux pour donner un coup d'arrêt définitif à la politique de naturalisation. On se sentait en effet fortement gêné de faire l'objet d'un scandale, et cela d'autant plus que les autorités du protectorat poussaient les mesures de précaution jusqu'à maintenir la nuit les tombes des naturalisés sous les feux des projecteurs pour les protéger de toute profanation. Les incidents à ce sujet se multiplièrent donc à travers toute la Tunisie, du Nord au Sud, de l'Est à l'Ouest.

Pour mettre fin à cette agitation qui avait tendance à se généraliser, on avait décidé d'adopter une solution de compromis qui consistait à ordonner, d'une part, la suppression du journal et l'interdiction du Destour, et d'autre part de réserver dans les cimetières musulmans une enclave spéciale pour inhumer les naturalisés français. Je ne pouvais mieux espérer. La perspective, en effet, de réduire au « ghetto » les naturalisés, devait guérir à jamais les familles tunisiennes d'abandonner leur nationalité. Cela se justifiait d'autant plus que les naturalisés se recrutaient parmi une bourgeoisie traditionaliste très attachée à sa foi, et très soucieuse d'enterrer ses morts dans les concessions familiales qu'elle possédait dans les cimetières. Le chef du groupement des naturalisés français était une personnalité appartenant à la grande bourgeoisie de Tunis. Son père avait exercé de hautes charges religieuses. Il s'agissait de maître Abdelkader Kebaili. Le hasard avait voulu que l'épouse de celui-ci décédât. Quoiqu'il m'en ait coûté, j'ai mené campagne contre son inhumation dans un cimetière musulman. Je défendais un principe et la cause de mon pays. »

### Version de Habib Bourguiba Jr.

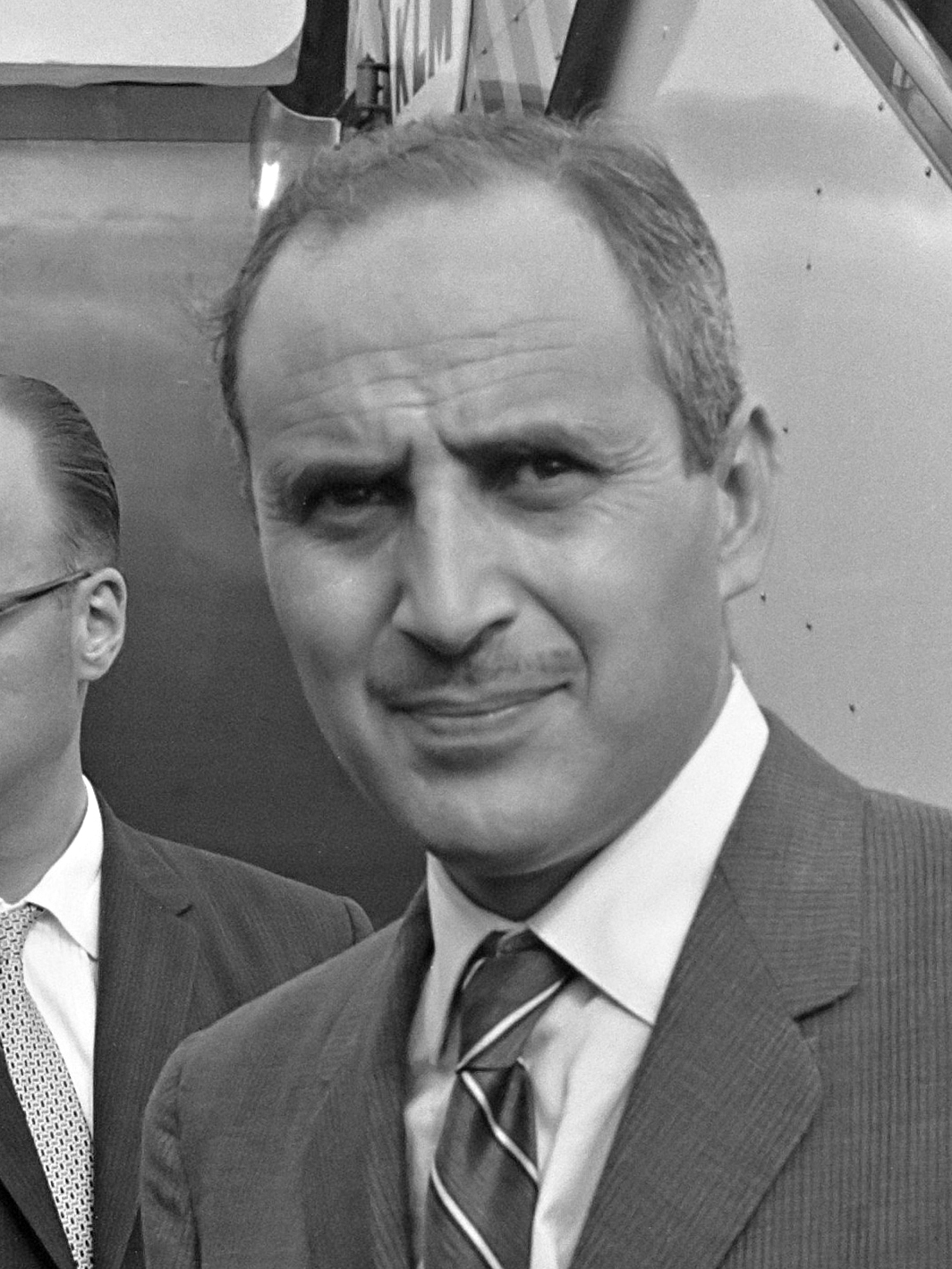
Habib Bourguiba Junior en 1961.

Dans un livre d'entretiens tenus entre 2002 et 2006, Habib Bourguiba Jr. — qui est âgé de quatre ans à l'époque — livre sa version de l'affaire : 
« Bourguiba avait réussi à contrer la tendance de certains Tunisiens à se franciser en vue d'obtenir « l'indemnité d'expatriation », devenue ensuite le « tiers colonial ». Pour l'Histoire, il faut rappeler que c'est après la Grande Guerre et pour combler le creux démographique et remplacer les générations victimes du conflit, qu'une politique d'incitation à l'acquisition de la nationalité française fut mise en place et largement accessible ; à telle enseigne que les fraîchement naturalisés étaient qualifiés de « Français à zéro franc soixante », le prix du papier timbré vendu dans les débits de tabac et utilisé pour rédiger la demande de naturalisation, une demande non exempte de fautes de français !
[…]
Pour les Tunisiens, dès les années 1920, la tendance à se naturaliser français avait commencé à se faire jour. C'est pour cette raison que la campagne de lutte contre les naturalisations avait été menée et c'est précisément à l'occasion du décès de Mme Abdelkader Kebaïli, en 1931, que la cristallisation a eu lieu. L'argument, certes démagogique, développé par une fatwa charaïque, consistait à assimiler ces naturalisés à des apostats qui avaient renié leur religion islamique, puisqu'ils relevaient dorénavant du droit civil français pour leur statut matrimonial, leurs droits de succession, et tout le reste. Il y a eu de la « casse » et du sang et c'est alors qu'on a décidé que les naturalisés seraient enterrés dans les cimetières musulmans mais qu'ils disposeraient d'un carré réservé. Le mouvement de naturalisation a été ainsi arrêté net.

Mon père s'était donc opposé à la naturalisation en approuvant, par une espèce de « démagogie » — mais c'était la seule manière de mettre fin à ce mouvement de naturalisation — l'interdiction d'enterrer des naturalisés, considérés alors comme apostats, dans des cimetières musulmans. Certes, ce ne fut pas, en tous points, conforme aux dogmes religieux et certains ulémas s'en offusquèrent mais la religion aura servi dans ce cas comme moyen pour une lutte dont la finalité était strictement d'ordre civil ; sauvegarder l'entité tunisienne, une entité fragile, en cours de formation ou tout au moins de « stabilisation ». De même, à la même époque, Bourguiba qui avait combattu la naturalisation parce qu'elle présentait aussi le risque de calmer les ardeurs nationalistes, s'opposa à la francisation systématique et soutenait également le maintien du voile en vue de préserver la nationalité tunisienne. Il était certes pour l'émancipation de la femme mais par d'autres moyens, tels que l'instruction ou l'éducation. »

### Évolution de la législation

#### Conventions sur l'autonomie interne
Le cas des naturalisés resurgit lors des négociations pour l'autonomie interne de la Tunisie. Tout en reconnaissant que « la Tunisie pourra fixer librement sa législation sur la nationalité », les conventions signées le 3 juin 1955 entre le gouvernement français et le gouvernement tunisien croient bon de préciser dans l'article 8 consacré aux dispositions concernant la nationalité : 
« Le gouvernement tunisien s'engage à ne pas revendiquer comme ses ressortissants les nationaux tunisiens qui ont acquis ou acquerront la nationalité française par naturalisation individuelle. »

#### Évolution du code de la nationalité
Le 26 janvier 1956, le premier code de la nationalité tunisienne est promulgué par le gouvernement tunisien mené par Tahar Ben Ammar. Le cas des naturalisations est abordé dans l'article 30 qui édicte : 
« Perd la nationalité tunisienne le Tunisien majeur qui acquiert volontairement une nationalité étrangère sous réserve d'en aviser le ministre de la Justice. »

Le décret est même durci le 28 février 1963 à l'occasion de la refonte du code puisque l'article 30 précise dès lors : 
« Perd la nationalité tunisienne le Tunisien qui acquiert volontairement une nationalité étrangère […] Le Tunisien qui acquiert volontairement une nationalité étrangère ou qui répudie la nationalité tunisienne devra quitter le territoire tunisien. »

Il faut attendre le 14 novembre 1975 pour que l'obligation de quitter le sol national soit supprimée et que la déchéance de nationalité ne soit plus automatique : 
« La perte de la nationalité tunisienne ne peut être prononcée que par décret. En cas d'acquisition volontaire d'une nationalité étrangère par un Tunisien, la perte de la nationalité tunisienne peut être prononcée par décret. L'intéressé est libéré de son allégeance à l'égard de la Tunisie à la date dudit décret. »

#### Arrêt Hourya
Le durcissement de la législation tunisienne à l'égard des naturalisés atteint son paroxysme le 31 janvier 1966 à l'occasion de l'« arrêt Hourya ». À la demande de ses frères et de sa sœur, Hourya, naturalisée française à la suite de son mariage en 1945, est exclue de la succession de sa mère décédée en 1960 à cause de sa naturalisation. Dans son arrêt, la Cour de cassation tunisienne décrète que, bien que le mariage d'une musulmane avec un non-musulman soit nul, ce mariage ne fait pas présumer l'apostasie qui doit être prouvée. Mais elle ajoute : « Le musulman qui de sa propre volonté abandonne sa nationalité et en acquiert une autre qui le soustrait aux principes et dogmes de la religion musulmane, est un apostat ».

#### Affaire Zeineb Kebaïli
La polémique sur la place des naturalisés français dans la société tunisienne est relancée à l'occasion du décès en 2010 de Zeineb Kebaïli, fille de l'ancien président de la Ligue des musulmans de France, Abdelkader Kebaïli, et de Beya Ben Cheikh dont l'inhumation en mai 1933 avait déclenché une émeute à Tunis. Bien qu'ayant toujours été française depuis la naturalisation de ses parents en 1922, son mariage avec un Français est dissous par la cour d'appel de Tunis en septembre 2015. Les magistrats considèrent qu'étant née en Tunisie, elle est musulmane. La charia lui interdit donc d'épouser un non-musulman, ce qui justifie la dissolution rétroactive du mariage qui avait été célébré en 1992.

### Naturalisation, islam et nationalisme
Il est assez paradoxal de constater que le premier succès de ceux qui créeront le Néo-Destour est obtenu en utilisant la religion à des fins politiques. Il est vrai que dans le contexte du protectorat, adopter la nationalité du colonisateur pouvait être vu comme un acte de trahison vis-à-vis de son pays. Ce ne sera pourtant pas l'argument des nationalistes qui préféreront jouer sur la fibre religieuse des Tunisiens en leur affirmant que nationalité française et religion musulmane sont incompatibles. Leur meilleur argument est de rappeler que tout bon musulman doit suivre les lois civiles édictées dans le Coran. Adopter la nationalité française permettait de relever des tribunaux français et non plus tunisiens et donc courir le risque de trahir sa religion. Pourtant, c'était déjà le cas des Algériens vivant en Tunisie sans que ceux-ci se considèrent comme de mauvais musulmans. Les autorités religieuses tunisiennes auraient pu répondre à ces inquiétudes mais les nationalistes parviennent habilement à les discréditer en les accusant de collaboration avec les services de la résidence. La fatwa du mufti de Bizerte y gagne sa légitimité.
Bourguiba remporte sa première victoire politique en se faisant le défenseur de l'identité musulmane des Tunisiens. Dès l'indépendance proclamée, il supprime les tribunaux religieux et promulgue le Code du statut personnel qui marque une évolution importante par rapport au droit coutumier musulman.